# Керъл (окръг, Мериленд)
Окръг Керъл (на английски: Carroll County) е окръг в щата Мериленд, Съединени американски щати. Площта му е 1171 km², а населението – 167 656 души (2016). Административен център е град Уестминистър.